# Habanos
Habanos S.A. è una azienda cubana, fondata nel 1994, che opera nel settore dei tabacchi detenendo il monopolio della produzione e vendita dei celebri sigari cubani sotto i nomi di vari marchi.
La parola habanos (generalmente usata in minuscolo) significa letteralmente qualcosa proveniente dall'Avana e nella lingua spagnola è usata per indicare i sigari dell'Avana, talvolta anche i sigari in generale. Habanos SA è proprietaria del marchio registrato di tutte le marche di sigari e sigarette prodotte a Cuba ed esportate nei vari paesi; detiene inoltre il franchising della catena di negozi di sigari conosciuta come "La Casa del Habano".
Per controllare la distribuzione e proteggersi da imitazioni e contraffazioni, Habanos SA esporta solo a una società in ogni paese: Hunters & Frankau per la Gran Bretagna e Gibilterra, 5th Avenue Cigars per la Germania, Habanos Nordic AB per la Scandinavia e i paesi baltici, Intertabak per la Svizzera, Fascia SPA per l'Italia, Vaticano e San Marino, Pacific Cigar Co. per la maggior parte del Pacifico, ecc. L'unica nazione a cui Habanos SA non vende sigari sono gli Stati Uniti, che mantengono un embargo commerciale con Cuba dal 1962.
La proprietà di Habanos SA è stata divisa equamente tra la statale Cubatabaco e il gigante del tabacco privato spagnolo Altadis.  La società commercializza i marchi Cohiba, Montecristo, Bolívar e Romeo y Julieta, tra gli altri. Nel febbraio 2008 Altadis è stata acquisita da Imperial Tobacco che a sua volta, nel 2019, ha venduto il business dei sigari. 

## Storia
Nel 1962 Fidel Castro decise di nazionalizzare l'industria dei sigari cubani (una delle più redditizie del paese) dando vita al monopolista di stato Cubatabaco. Trenta anni dopo il settore presentava risultati ancora in attivo ma la situazione generale affrontava un vistoso calo. In particolare gli appassionati lamentavano un drastico abbassamento della qualità dei prodotti e soprattutto della loro varietà, dovuta al formato standard voluto dal governo. A questo si aggiungeva la sempre maggiore competitività dei prodotti nicaraguensi e dominicani (che si erano avvalsi di professionisti fuoriusciti dal regime castrista), per anni rimasti nell'ombra di quelli cubani e che ora minacciavano seriamente il primato dell'isola. Anzi, dopo la caduta dell'Unione Sovietica, la situazione si era fortemente aggravata.
In risposta a questa situazione nel 1994 il governo ha deciso di separare le attività relative ai sigari del monopolista di stato Cubatabaco dando vita ad Habanos S.A. e affidandogli il compito di rivalutare a livello produttivo e di immagine i prodotti cubani. 
Nel 2000 metà di Habanos è stata acquistata dalla multinazionale franco-spagnola Altadis. A sua volta, nel febbraio 2008, Altadis è stata comprata da Imperial Tobacco. Anni dopo, nel maggio 2019, Imperial Tabacco ha deciso di vendere la propria quota di Habanos. Un anno più tardi Imperial Brands ha annunciato la vendita di Habanos SA attraverso due diverse transazioni per un totale di 1,225 miliardi di euro. In primo luogo, l'attività con sede negli Stati Uniti, "Premium Cigar USA", sarà venduta a Gemstone Investment Holding Ltd., mentre in secondo luogo Allied Cigar Corp. acquisirà l'attività di sigari di Imperial Brands nel resto del mondo, "Premium Cigar RoW".

## La produzione di sigari
A Cuba, più di 500 anni fa, gli indiani Taino rollavano e accendevano foglie di tabacco nero, la pianta autoctona della zona, che chiamavano Cohiba. Dopo l'arrivo degli europei in America nel 1492, il tabacco fu commercializzato e piantato in tutto il mondo.
Le condizioni climatiche uniche delle regioni dell'isola in cui si trovano le piantagioni, così come la varietà di tabacco autoctona della zona e la tradizione dei vegueros e dei torceros, hanno reso questi marchi riconosciuti per la loro qualità e distinzione, una fama che continua a durare da più di cinque secoli.
I sigari vengono realizzati interamente a mano, utilizzando metodi che hanno avuto origine all'Avana più di due secoli fa, tramandati di generazione in generazione e rimasti pressoché invariati. Sono più di 500 i processi manuali, tra processi agricoli e di fabbrica, che si svolgono tra la semina del seme e la collocazione di ogni Habano nella scatola.

## Marche

### Principali
- Bolivar
- Cohiba
- Cuaba
- H. Upmann
- Hoyo de Monterrey
- Montecristo
- Partagàs
- Punch
- Ramon Allones
- Romeo y Julieta
- Trinidad
- Vegas Robaina

### Secondarie
- Diplomaticos
- El Rey del Mundo
- Fonseca
- Juàn Lopez
- La Gloria Cubana
- Por Larrañaga
- Rafael Gonzales
- Saint Luis Rey
- Sancho Panza
- San Cristobal de la Habana

### Minori ed economiche
- Belinda
- Guantanamera
- Jose L. Piedra
- Quintero
- Vegueros